# ORM
ORM (англ. Object-Relational Mapping, рус. объектно-реляционное отображение, или преобразование) — технология программирования, которая связывает базы данных с концепциями объектно-ориентированных языков программирования, создавая «виртуальную объектную базу данных». Существуют как проприетарные, так и свободные реализации этой технологии.

## Задача
Необходимо обеспечить работу с данными в терминах классов, а не таблиц данных, и, напротив, преобразовать термины и данные классов в данные, пригодные для хранения в СУБД. Необходимо также обеспечить интерфейс для CRUD-операций над данными. В общем, необходимо избавиться от необходимости писать SQL-код для взаимодействия с СУБД.

## Реляционные СУБД
Решение проблемы хранения данных существует — это реляционные системы управления базами данных. Использование реляционной базы данных для хранения объектно-ориентированных данных приводит к семантическому разрыву, заставляя программистов писать программное обеспечение, которое должно уметь обрабатывать данные в объектно-ориентированном виде, а хранить эти данные в реляционной форме. Эта постоянная необходимость в преобразовании между двумя разными формами данных не только сильно снижает производительность, но и создаёт трудности для программистов, так как обе формы данных накладывают ограничения друг на друга.
Реляционные базы данных используют набор таблиц, представляющих простые данные. Дополнительная или связанная информация хранится в других таблицах. Часто для хранения одного объекта в реляционной базе данных используется несколько таблиц; это, в свою очередь, требует применения операции JOIN для получения всей информации, относящейся к объекту, для её обработки. Например, для хранения данных записной книжки, скорее всего, будут использоваться как минимум две таблицы: люди и адреса, и, возможно, даже таблица с телефонными номерами.
Традиционные системы управления реляционными базами данных (СУБД) обычно не оптимизированы для эффективной работы с объектно-ориентированными структурами данных через множество последовательных запросов. Последовательные запросы могут быть затратными и вызывать избыточные операции чтения и записи данных из базы данных. В частности, один запрос вида «найти такого-то пользователя и все его телефоны и все его адреса и вернуть их в таком формате», скорее всего, будет выполнен быстрее серии запросов вида «Найти пользователя. Найти его адреса. Найти его телефоны». Это происходит благодаря работе оптимизатора и затратам на синтаксический анализ запроса.
Некоторые реализации ORM автоматически синхронизируют загруженные в память объекты с базой данных. Для того чтобы это было возможным, после создания объект-в-SQL-преобразующего SQL-запроса (класса, реализующего связь с DB) полученные данные копируются в поля объекта, как во всех других реализациях ORM. После этого объект должен следить за изменениями этих значений и записывать их в базу данных.
Системы управления реляционными базами данных показывают хорошую производительность на глобальных запросах, которые затрагивают большой участок базы данных, но объектно-ориентированный доступ более эффективен при работе с малыми объёмами данных, так как это позволяет сократить семантический провал между объектной и реляционной формами данных.
При одновременном существовании этих двух разных миров увеличивается сложность объектного кода для работы с реляционными базами данных, и он становится более подвержен ошибкам. Разработчики программного обеспечения, основывающегося на базах данных, искали более лёгкий способ достижения постоянства их объектов.

## Решение
Разработано множество пакетов, устраняющих необходимость в преобразовании объектов для хранения в реляционных базах данных.
Некоторые пакеты решают эту проблему, предоставляя библиотеки классов, способных выполнять такие преобразования автоматически. Имея список таблиц в базе данных и объектов в программе, они автоматически преобразуют запросы из одного вида в другой. В результате запроса объекта «человек» (из примера с адресной книгой) необходимый SQL-запрос будет сформирован и выполнен, а результаты «волшебным» образом преобразованы в объекты «номер телефона» внутри программы.
С точки зрения программиста система должна выглядеть как постоянное хранилище объектов. Он может просто создавать объекты и работать с ними как обычно, а они автоматически будут сохраняться в реляционной базе данных.
На практике всё не так просто и очевидно. Все системы ORM обычно проявляют себя в том или ином виде, уменьшая в некотором роде возможность игнорирования базы данных. Более того, слой транзакций может быть медленным и неэффективным (особенно в терминах сгенерированного SQL). Всё это может привести к тому, что программы будут работать медленнее и использовать больше памяти, чем программы, написанные «вручную».
Но ORM избавляет программиста от написания большого количества кода, часто однообразного и подверженного ошибкам, тем самым значительно повышая скорость разработки. Кроме того, большинство современных реализаций ORM позволяют программисту при необходимости самому жёстко задать код SQL-запросов, который будет использоваться при тех или иных действиях (сохранение в базу данных, загрузка, поиск и т. д.) с постоянным объектом.

## Реализации ORM
- Doctrine
- Tryton
- ActiveRecord
- EclipseLink
- Hibernate
- Entity Framework